# A budapesti Kossuth Lajos utca épületeinek listája
Az alábbi lista a budapesti Kossuth Lajos utca épületei tartalmazza.
| Kép | Házszám | Név                                | Építés ideje                                                  | Tervező                                                                           | Megjegyzés |
| --- | ------- | ---------------------------------- | ------------------------------------------------------------- | --------------------------------------------------------------------------------- | --- |
|     | 1.      | Ferences Bazár                     | 1876–1877                                                     | Kéler Napóleon és Frey Lajos                                                      | |
|     | 2/a.    | Csáky-Cziráky bérpalota            | 1895–1896/1896                                                | Fort Sándor és Foerk Ernő                                                         | |
|     | 2/b.    | bérház                             | 1898                                                          | tervező nem ismert                                                                | |
|     | 3.      | Horváth-ház                        | 1817                                                          | Pollack Mihály                                                                    | A márciusi ifjak hangosan követelték a Nemzeti dal és a 12 pont kinyomtatását Landerer Jenő nyomdásztól.                                                                                     |
|     | 4.      | Standard-Dreher palota             | 1886–1888                                                     | Hubert József és Móry Károly                                                      | 1899-ben Francsek Imre tervei alapján részben átépítették. Háborús sérülés miatt a kupolát 1948-ban elbontották.                                                                             |
|     | 5.      | Bellevue Plaza irodaház            | 1964-66 Hungarotex székház, ennek betonvázát átépítve 1998-99 | 1964-66: Pomsár János és Puskás Tamás, 1998-99: Plájer János és Szabó Tamás János | Az itt állott, 1884-ban épült Nemzeti Casino Ybl tervezte épületét a háborús sérülések miatt elbontották.                                                                                    |
|     | 6.      | Fischer-Bayer-bérház               | 1897                                                          | Hubert József                                                                     | |
|     | 7-9.    | Hotel Budapest Center              | 2000-es évek?                                                 | tervező nem ismert                                                                | Modern szállodaépület. |
|     | 8.      | Gebhardt-bérház                    | 1896–1897                                                     | Hofhauser Elek vagy Schweiger Gyula                                               | |
|     | 10.     | Kemény-Morlin bérház               | 1897–1903                                                     | Korb Flóris és Giergl Kálmán                                                      | |
|     | 11.     | Becker-ház                         | 1891                                                          | Kauser József                                                                     | |
|     | 12.     | Késmárky-Illés bérház              | 1897                                                          | Bartunek Ferenc                                                                   | |
|     | 13.     | Görög-bérház                       | 1904                                                          | tervező nem ismert                                                                | |
|     | 14-16.  | Wagner-udvar                       | 1896–1897                                                     | Wagner János                                                                      | |
|     | 15.     | Tafler-bérház                      | 1909                                                          | Kiss Géza                                                                         | |
|     | 17.     | lakóház                            | 1903–1904                                                     | Kosztolányi-Kann Gyula                                                            | |
|     | 18.     | a Tudományegyetemi Alap bérháza    | 1893–1895                                                     | Czigler Győző                                                                     | Az épületben működik a Puskin Mozi. Az épület kupolája elpusztult. |
|     | 19-21.  | Astoria Szálló                     | 1912–1914                                                     | Hikisch Rezső, Ágoston Emil                                                       | Az épület Magyar utcai és Kossuth Lajos utcai részét Hikisch Rezső, a Múzeum körúti részt Ágoston Emil tervezte.                                                                             |
|     | 20.     | Nemzeti Kaszinó                    | 1900 k.                                                       | tervező nem ismert                                                                | Később, 1945 után volt pártépület, a Szovjet-Magyar Barátság épülete, a 2010-es években Magyarok Világszövetsége (volt Független Kisgazdapárt) székház. 2020 körültől a Magyar Kultúra háza. |
|     | 22.     | Grünbaum és Weiner üzlet és bérház | 1894                                                          | Korb Flóris és Giergl Kálmán                                                      | |